# Tillandsia heteromorpha
Tillandsia heteromorpha är en gräsväxtart som beskrevs av Carl Christian Mez. Tillandsia heteromorpha ingår i släktet Tillandsia och familjen Bromeliaceae.

## Underarter
Arten delas in i följande underarter:
- T. h. heteromorpha
- T. h. rauhii